# Епархия Асансола
Епархия Асансола (лат. Dioecesis Asansolensis) — епархия Римско-католической церкви c центром в городе Асансол, Индия. Епархия Асансола входит в митрополию Калькутты. Кафедральным собором епархии Асансола является собор Святейшего Сердца Иисуса.

## История
24 октября 1997 года Римский папа Иоанн Павел II выпустил буллу Pastorali quidem, которой учредил епархию Асансола, выделив её из архиепархии Калькутты.

## Ординарии епархии
- епископ Cyprian Monis (24.10.1997 — по настоящее время).

## Источник
- Annuario Pontificio, Ватикан, 2007
- Булла Pastorali quidem  (лат.)